# كأس مارلبورو 1988 (لوس أنجلوس)
بطولة كأس مارلبورو 1988 1988 Marlboro Cup (Los Angeles) عبارة عن بطولة كرة قدم مكونة من أربعة فرق استضافتها مدرج مدينة لوس أنجلوس التذكاري في أغسطس. وكانت الفرق الأربعة المتنافسة هي الدوري الأيرلندي الحادي عشر ، نادي يونيفرسيداد دي غوادالاخارا ، السلفادور وغواتيمالا. خسر فريق League of Ireland XI مباراته الأولى 3-0 أمام نادي جامعة غوادالاخارا في 5 أغسطس حيث تلقى ميك نيفيل هدفًا في مرماه . ثم خسروا 1-0 أمام السلفادور في مباراة تحديد المركز الثالث بعد يومين. فازت بالبطولة غواتيمالا بفوزها على نادي يونيفرسيداد 3–2 في النهائي.

## المباريات
| التاريخ | الفريق 1               | نتيجة | الفريق 2                    | الدور                      |
| ------- | ---------------------- | ----- | --------------------------- | -------------------------- |
| 5 أغسطس | نادي جامعة غوادالاخارا | 3-0   | League of Ireland XI        | نصف النهائي                |
| 5 أغسطس | السلفادور              | 1-2   | غواتيمالا                   | نصف النهائي                |
| 7 أغسطس | السلفادور              | 1-0   | الدوري الأيرلندي الحادي عشر | مباراة تحديد المركز الثالث |
| 7 أغسطس | غواتيمالا              | 3-2   | نادي جامعة غوادالاخارا      | النهائي                    |

| 1988 بطل كأس لوس أنجلوس مارلبورو |
| -------------------------------- |
| غواتيمالا                        |

## الهدافين
- كارلوس كاستانيدا ( 2
- بايرون بيريز 2
- أوكتافيو مورا 2